# Охера (Пенсилванија)
Охера (енгл. OHara Township) град је у америчкој савезној држави Пенсилванија.

## Демографија
По попису из 2000. године број становника је 8.856.
| Група             | 2000.         | 2010.    |
| Белци             | 8.356 (94,4%) | 0 (0,0%) |
| Афроамериканци    | 74 (0,8%)     | 0 (0,0%) |
| Азијати           | 269 (3,0%)    | 0 (0,0%) |
| Хиспаноамериканци | 101 (1,1%)    | 0 (0,0%) |
| Укупно            | 8.856         | 0        |